# 春田宣
春田 宣（はるた あきら、1930年6月2日 - 1999年4月6日）は、日本の国文学者。文学博士（1977年）（学位論文「中世説話文学論序説」）。國學院大学教授、同学長を歴任。没後従四位勲三等旭日中綬章。

## 来歴
東京・向島生まれ。開成中学を経て、1952年に國學院大學文学部国文科を卒業、大学院に進んだ後、武田祐吉の下で副手・助手をつとめ、その後講師・助教授を経て、1973年教授に昇進。1977年「中世説話文学論序説」で文学博士。1981年からは文学部長、1987年から1995年までの間、学長を務めた。没後従四位勲三等旭日中綬章受勲。

## 著書
- 『中世説話文学論序説』桜楓社、1975年
- 『中世説話文学論考』おうふう、1996年

### 共編
- 『屋代本平家物語』佐藤謙三共編　桜楓社 1967-1973
- 『平家物語 屋代本・高野本対照』麻原美子,松尾葦江共編　新典社 1990-1993